# مجیستو
مجیستو یک ویرایشگر ویدئویی آنلاین و یک نرم‌افزار تلفن همراه برای ویرایش ویدئو و ساخت ویدیو برای اهداف کسب و کار است. مجیستو از تکنولوژی هوش مصنوعی استفاده می‌کند تا ویرایش‌های ویدئویی قدرتمند سریع و ساده انجام دهد.